# Elba Berón
Elba Berón (* 31. Dezember 1930 in Zárate; † 5. März 1994 in Mar del Plata) war eine argentinische Tangosängerin.

## Leben und Wirken
Elba Berón war die Tochter des Sängers, Komponisten und Gitarristen Adolfo Manuel Berón und der Antonia Iglesias. Sie debütierte 1943 im Radio in der Sendung Matinée de Juan Manuel, wo sie Folksongs sang und sich auf der Gitarre selbst begleitete. 1946 gründete sie, gleich ihren Brüdern José und Raúl zehn Jahre früher, ein Duo mit ihrer dreizehnjährigen Schwester Rosita. Las Hermanas Berón traten u. a. bei den Radiosendern Belgrano, El Mundo und Provincia auf und sangen Folksongs, Milongas und Walzer. Die Zusammenarbeit endete 1956, als Rosita den Fußballspieler Roberto Resquin  heiratete und mit ihm nach Kolumbien ging.
Elba setzte ihre Laufbahn nun als Solistin fort und wandte sich vorrangig dem Tango zu. 1960 wurde sie für Enrique Santos Discépolos musikalische Komödie Caramelos Surtidos engagiert. In Cátulo Castillos Aufführung sang sie den von Aníbal Troilo und Catulo komponierten Tango Y a mí qué. Nach Ende der Theatersaison engagierte sie Troila als Nachfolgerin von Ángel Cárdenas als Sängerin seines Orchesters neben Roberto Goyeneche. Während der Zusammenarbeit mit Troilo bis 1963 nahm sie vier Titel bei RCA Victor auf. Nach der Trennung von Troilo setzte Berón ihre Sololaufbahn bis 1977 fort.
In diesem Jahr eröffnete sie mit ihrer Schwester Rosita die La Casa de las Hermanas Berón. Musikalischer Leiter der Shows, die dort veranstaltet wurde, war Elbas Sohn Paquito Berón. Elba Berón nahm in den 1970er Jahren beim Label Magenta mit dem von Miguel Nijensohn geleiteten Quartett A Puro Tango die Kassette Tangos Reos auf.